# Lijst van wereldkampioenen rodelen
De wereldkampioenschappen rodelen werden voor het eerst in 1955 en daarna jaarlijks, behalve in een Olympisch jaar gehouden. Hieronder volgt de lijst van wereldkampioenen rodelen, alsmede de winnaars van zilver en brons, per categorie.

## Mannen individueel
| Jaar | Plaats                 | Goud                | Zilver                  | Brons                 |
| 1955 | Oslo                   | Anton Salvesen      | Josef Thaler            | Josef Isser           |
| 1957 | Davos                  | Hans Schaller       | Bibi Torriani           | Errich Raffl          |
| 1958 | Krynica                | Jerzy Wojnar        | Ryszard Pędrak-Janowicz | Reinhold Frosch       |
| 1959 | Villard-de-Lans        | Herbert Thaler      | Josef Feistmantl        | David Moroder         |
| 1960 | Garmisch-Partenkirchen | Helmut Berndt       | Reinhold Frosch         | Hans Plenk            |
| 1961 | Girenbad               | Jerzy Wojnar        | Hans Plenk              | Reinhold Senn         |
| 1962 | Krynica                | Thomas Köhler       | Jerzy Wojnar            | Jochen Asche          |
| 1963 | Imst                   | Fritz Nachmann      | Hans Plenk              | Klaus-Michael Bonsack |
| 1965 | Davos                  | Hans Plenk          | Mieczysław Pawełkiewicz | Erich Graber          |
| 1967 | Hammarstrand           | Thomas Köhler       | Klaus-Michael Bonsack   | Josef Feistmantl      |
| 1969 | Königssee              | Josef Feistmantl    | Manfred Schmid          | Wolfgang Scheidel     |
| 1970 | Königssee              | Josef Fendt         | Josef Feistmantl        | Wolfgang Scheidel     |
| 1971 | Olang                  | Karl Brunner        | Leonhard Nagenrauft     | Josef Feistmantl      |
| 1973 | Oberhof                | Hans Rinn           | Wolfram Fiedler         | Harald Ehrig          |
| 1974 | Königssee              | Josef Fendt         | Hans Rinn               | Horst Müller          |
| 1975 | Hammarstrand           | Wolfram Fiedler     | Manfred Schmid          | Harald Ehrig          |
| 1977 | Igls                   | Hans Rinn           | Horst Müller            | Anton Winkler         |
| 1978 | Imst                   | Paul Hildgartner    | Anton Winkler           | Manfred Schmid        |
| 1979 | Königssee              | Dettlef Günther     | Karl Brunner            | Paul Hildgartner      |
| 1981 | Hammarstrand           | Sergej Danilin      | Michael Walter          | Ernst Haspinger       |
| 1983 | Lake Placid            | Miroslav Zajonc     | Sergej Danilin          | Paul Hildgartner      |
| 1985 | Oberhof                | Michael Walter      | Jörg Hoffmann           | Jens Müller           |
| 1987 | Igls                   | Markus Prock        | Jens Müller             | Sergej Danilin        |
| 1989 | Winterberg             | Georg Hackl         | Jens Müller             | Johannes Schettel     |
| 1990 | Calgary                | Georg Hackl         | Markus Prock            | Jens Müller           |
| 1991 | Winterberg             | Arnold Huber        | Georg Hackl             | Markus Prock          |
| 1993 | Calgary                | Wendel Suckow       | Georg Hackl             | Wilfried Huber        |
| 1995 | Lillehammer            | Armin Zöggeler      | Georg Hackl             | Markus Prock          |
| 1996 | Altenberg              | Markus Prock        | Georg Hackl             | Jens Müller           |
| 1997 | Igls                   | Georg Hackl         | Markus Prock            | Gerhard Gleirscher    |
| 1999 | Königssee              | Armin Zöggeler      | Jens Müller             | Norbert Huber         |
| 2000 | St.Moritz              | Jens Müller         | Armin Zöggeler          | Georg Hackl           |
| 2001 | Calgary                | Armin Zöggeler      | Georg Hackl             | Markus Prock          |
| 2003 | Sigulda                | Armin Zöggeler      | Mārtiņš Rubenis         | Reiner Margreiter     |
| 2004 | Nagano                 | David Möller        | Georg Hackl             | Mārtiņš Rubenis       |
| 2005 | Park City              | Armin Zöggeler      | Georg Hackl             | David Möller          |
| 2007 | Igls                   | David Möller        | Armin Zöggeler          | Jan Eichhorn          |
| 2008 | Oberhof                | Felix Loch          | David Möller            | Andi Langenhan        |
| 2009 | Lake Placid            | Felix Loch          | Armin Zöggeler          | Daniel Pfister        |
| 2011 | Cesana Torinese        | Armin Zöggeler      | Felix Loch              | Andi Langenhan        |
| 2012 | Altenberg              | Felix Loch          | Albert Demtsjenko       | Armin Zöggeler        |
| 2013 | Whistler               | Felix Loch          | Andi Langenhan          | Johannes Ludwig       |
| 2015 | Sigulda                | Semjon Pavlitsjenko | Felix Loch              | Wolfgang Kindl        |
| 2016 | Königssee              | Felix Loch          | Ralf Palik              | Wolfgang Kindl        |
| 2017 | Igls                   | Wolfgang Kindl      | Roman Repilov           | Dominik Fischnaller   |
| 2019 | Winterberg             | Felix Loch          | Reinhard Egger          | Semjon Pavlitsjenko   |
| 2020 | Sotsji                 | Roman Repilov       | Jonas Müller            | Wolfgang Kindl        |
| 2021 | Königssee              | Roman Repilov       | Felix Loch              | David Gleirscher      |
| 2023 | Oberhof                | Jonas Müller        | Max Langenhan           | David Gleirscher      |
| 2024 | Altenberg              | Max Langenhan       | Nico Gleirscher         | Felix Loch            |
| 2025 | Whistler               | Max Langenhan       | Felix Loch              | Nico Gleirscher       |

## Mannen dubbel
| Jaar | Plaats                 | Goud                                                               | Zilver                                                              | Brons                                                               |
| 1955 | Oslo                   | Hans Krausner Josef Thaler Oostenrijk                              | Josef Isser Maria Isser Oostenrijk                                  | Josef Strillinger Fritz Nachmann West-Duitsland                     |
| 1957 | Davos                  | Fritz Nachmann Josef Strillinger West-Duitsland                    | Giorgio Pichler Giovanni Graber Italië                              | Erich Raffl Ewald Walch Oostenrijk                                  |
| 1958 | Krynica                | Fritz Nachmann Josef Strillinger West-Duitsland                    | Jerzy Koszla Janina Susczewska Polen                                | Ryszard Pędrak-Janowicz Helena Lacheta Polen                        |
| 1959 | Villard-de-Lans        | Afgelast vanwege de weersomstandigheden                            | Afgelast vanwege de weersomstandigheden                             | Afgelast vanwege de weersomstandigheden                             |
| 1960 | Garmisch-Partenkirchen | Reinhold Frosch Ewald Walch Oostenrijk                             | Herbert Thaler Helmut Thaler Oostenrijk                             | Horst Tiedge Hans Plenk West-Duitsland                              |
| 1961 | Girenbad               | Roman Pichler Raimondo Prinroth Italië                             | David Moroder Raimondo Prinot Italië                                | Helmut Thaler Reinhold Senn Oostenrijk                              |
| 1962 | Krynica                | Giovanni Graber Gianpaolo Ambrosi Italië                           | Fritz Nachmann Max Leo West-Duitsland                               | Manfred Novotný Petr Škrabálek Tsjecho-Slowakije                    |
| 1963 | Imst                   | Ryszard Pędrak-Janowicz Lucjan Kudzia Polen                        | Edward Fender Mieczysław Pawełkiewicz Polen                         | Anton Venier Ewald Walch Oostenrijk                                 |
| 1965 | Davos                  | Wolfgang Scheidel Thomas Köhler Duitse Democratische Republiek     | Klaus-Michael Bonsack Thomas Köhler Duitse Democratische Republiek  | Horst Hörnlein Rolf Fuchs Duitse Democratische Republiek            |
| 1967 | Hammarstrand           | Klaus-Michael Bonsack Thomas Köhler Duitse Democratische Republiek | Manfred Schmid Ewald Walch Oostenrijk                               | Siegfried Maier Ernesto Maier Italië                                |
| 1969 | Königssee              | Manfred Schmid Ewald Walch Oostenrijk                              | Horst Hörnlein Reinhard Bredow Duitse Democratische Republiek       | Klaus-Michael Bonsack Michael Köhler Duitse Democratische Republiek |
| 1970 | Königssee              | Manfred Schmid Ewald Walch Oostenrijk                              | Klaus-Michael Bonsack Thomas Köhler Duitse Democratische Republiek  | Horst Hörnlein Reinhard Bredow Duitse Democratische Republiek       |
| 1971 | Olang                  | Paul Hildgartner Walter Plaikner Italië                            | Manfred Schmid Ewald Walch Oostenrijk                               | Horst Hörnlein Reinhard Bredow Duitse Democratische Republiek       |
| 1973 | Oberhof                | Horst Hörnlein Reinhard Bredow Duitse Democratische Republiek      | Hans Rinn Norbert Hahn Duitse Democratische Republiek               | Paul Hildgartner Walter Plaikner Italië                             |
| 1974 | Königssee              | Bernd Hahn Ulrich Hahn Duitse Democratische Republiek              | Henning Schulze Hans-Jörg Neumann Duitse Democratische Republiek    | Rudolf Schmid Franz Schachner Oostenrijk                            |
| 1975 | Hammarstrand           | Hans Rinn Norbert Hahn Duitse Democratische Republiek              | Horst Müller Hans-Jörg Neumann Duitse Democratische Republiek       | Rudolf Schmid Franz Schachner Oostenrijk                            |
| 1977 | Igls                   | Hans Rinn Norbert Hahn Duitse Democratische Republiek              | Karl Brunner Peter Gschnitzer Italië                                | Hans Brandner Balthasar Schwarm West-Duitsland                      |
| 1978 | Imst                   | Dainis Bremze Aigars Kriķis Sovjet-Unie                            | Valeri Jakoesjin Vladimir Sjitov Sovjet-Unie                        | Hans Rinn Norbert Hahn Duitse Democratische Republiek               |
| 1979 | Königssee              | Hans Brandner Balthasar Schwarm West-Duitsland                     | Hans Rinn Norbert Hahn Duitse Democratische Republiek               | Anton Winkler Anton Weimbacher West-Duitsland                       |
| 1981 | Hammarstrand           | Bernd Hahn Ulrich Hahn Duitse Democratische Republiek              | Bernd Oberhoffner Jörg-Dieter Ludwig Duitse Democratische Republiek | Hans Stanggassinger Anton Weimbacher West-Duitsland                 |
| 1983 | Lake Placid            | Jörg Hoffmann Jochen Pietzsch Duitse Democratische Republiek       | Hansjörg Raffl Norbert Huber Italië                                 | Hans Stanggassinger Anton Weimbacher West-Duitsland                 |
| 1985 | Oberhof                | Jörg Hoffmann Jochen Pietzsch Duitse Democratische Republiek       | René Keller Lutz Kühnlenz Duitse Democratische Republiek            | Vitali Melnik Dmitri Aleksejev Sovjet-Unie                          |
| 1987 | Igls                   | Jörg Hoffmann Jochen Pietzsch Duitse Democratische Republiek       | Stefan Ilsanker Georg Hackl West-Duitsland                          | Thomas Schwab Wolfgang Staudinger West-Duitsland                    |
| 1989 | Winterberg             | Stefan Krauße Jan Behrendt Duitse Democratische Republiek          | Hansjörg Raffl Norbert Huber Italië                                 | Jörg Hoffmann Jochen Pietzsch Duitse Democratische Republiek        |
| 1990 | Calgary                | Hansjörg Raffl Norbert Huber Italië                                | Kurt Brugger Wilfried Huber Italië                                  | Jörg Hoffmann Jochen Pietzsch Duitse Democratische Republiek        |
| 1991 | Winterberg             | Stefan Krauße Jan Behrendt Duitsland                               | Yves Mankel Thomas Rudolph Duitsland                                | Hansjörg Raffl Norbert Huber Italië                                 |
| 1993 | Calgary                | Stefan Krauße Jan Behrendt Duitsland                               | Hansjörg Raffl Norbert Huber Italië                                 | Kurt Brugger Wilfried Huber Italië                                  |
| 1995 | Lillehammer            | Stefan Krauße Jan Behrendt Duitsland                               | Chris Thorpe Gordy Sheer Verenigde Staten                           | Kurt Brugger Wilfried Huber Italië                                  |
| 1996 | Altenberg              | Tobias Schiegl Markus Schiegl Oostenrijk                           | Chris Thorpe Gordon Sheer Verenigde Staten                          | Gerhard Plankensteiner Oswald Haselrieder Italië                    |
| 1997 | Igls                   | Tobias Schiegl Markus Schiegl Oostenrijk                           | Stefan Krauße Jan Behrendt Duitsland                                | Steffen Skel Steffen Wöller Duitsland                               |
| 1999 | Königssee              | Patric Leitner Alexander Resch Duitsland                           | Tobias Schiegl Markus Schiegl Oostenrijk                            | Mark Grimmette Brian Martin Verenigde Staten                        |
| 2000 | St.Moritz              | Patric Leitner Alexander Resch Duitsland                           | Steffen Skel Steffen Wöller Duitsland                               | Mark Grimmette Brian Martin Verenigde Staten                        |
| 2001 | Calgary                | André Florschütz Torsten Wustlich Duitsland                        | Steffen Skel Steffen Wöller Duitsland                               | Tobias Schiegl Markus Schiegl Oostenrijk                            |
| 2003 | Sigulda                | Andreas Linger Wolfgang Linger Oostenrijk                          | Tobias Schiegl Markus Schiegl Oostenrijk                            | Patric Leitner Alexander Resch Duitsland                            |
| 2004 | Nagano                 | Patric Leitner Alexander Resch Duitsland                           | André Florschütz Torsten Wustlich Duitsland                         | Mark Grimmette Brian Martin Verenigde Staten                        |
| 2005 | Park City              | André Florschütz Torsten Wustlich Duitsland                        | Patric Leitner Alexander Resch Duitsland                            | Mark Grimmette Brian Martin Verenigde Staten                        |
| 2007 | Igls                   | Patric Leitner Alexander Resch Duitsland                           | Tobias Schiegl Markus Schiegl Oostenrijk                            | Mark Grimmette Brian Martin Verenigde Staten                        |
| 2008 | Oberhof                | André Florschütz Torsten Wustlich Duitsland                        | Tobias Wendl Tobias Arlt Duitsland                                  | Tobias Schiegl Markus Schiegl Oostenrijk                            |
| 2009 | Lake Placid            | Gerhard Plankensteiner Oswald Haselrieder Italië                   | André Florschütz Torsten Wustlich Duitsland                         | Mark Grimmette Brian Martin Verenigde Staten                        |
| 2011 | Cesana Torinese        | Andreas Linger Wolfgang Linger Oostenrijk                          | Christian Oberstolz Patrick Gruber Italië                           | Andris Šics Juris Šics Letland                                      |
| 2012 | Altenberg              | Andreas Linger Wolfgang Linger Oostenrijk                          | Toni Eggert Sascha Benecken Duitsland                               | Peter Penz Georg Fischler Oostenrijk                                |
| 2013 | Whistler               | Tobias Wendl Tobias Arlt Duitsland                                 | Toni Eggert Sascha Benecken Duitsland                               | Andreas Linger Wolfgang Linger Oostenrijk                           |
| 2015 | Sigulda                | Tobias Wendl Tobias Arlt Duitsland                                 | Peter Penz Georg Fischler Oostenrijk                                | Christian Oberstolz Patrick Gruber Italië                           |
| 2016 | Königssee              | Tobias Wendl Tobias Arlt Duitsland                                 | Toni Eggert Sascha Benecken Duitsland                               | Christian Oberstolz Patrick Gruber Italië                           |
| 2017 | Igls                   | Toni Eggert Sascha Benecken Duitsland                              | Tobias Wendl Tobias Arlt Duitsland                                  | Robin Gueuke David Gamm Duitsland                                   |
| 2019 | Winterberg             | Toni Eggert Sascha Benecken Duitsland                              | Tobias Wendl Tobias Arlt Duitsland                                  | Thomas Steu Lorenz Koller Oostenrijk                                |
| 2020 | Sotsji                 | Toni Eggert + Sascha Benecken                                      | Alexander Denisjev + Vladislav Antonov                              | Tobias Wendl + Tobias Arlt                                          |
| 2021 | Königssee              | Toni Eggert + Sascha Benecken                                      | Tobias Wendl + Tobias Arlt                                          | Andris Šics + Juris Šics                                            |
| 2023 | Oberhof                | Toni Eggert + Sascha Benecken                                      | Tobias Wendl + Tobias Arlt                                          | Yannick Müller + Armin Frauscher                                    |
| 2024 | Altenberg              | Juri Gatt + Riccardo Schöpf                                        | Thomas Steu + Wolfgang Kindl                                        | Tobias Wendl + Tobias Arlt                                          |
| 2025 | Whistler               | Hannes Orlamünder + Paul Gubitz                                    | Mārtiņš Bots + Roberts Plūme                                        | Tobias Wendl + Tobias Arlt                                          |

## Vrouwen individueel
| Jaar | Plaats                 | Goud                 | Zilver               | Brons                   |
| 1955 | Oslo                   | Karla Kienzl         | Maria Isser          | Marianne Bauer          |
| 1957 | Davos                  | Maria Isser          | Helga Müller         | Brigitte Fink           |
| 1958 | Krynica                | Maria Semczyszak     | Helena Boettcher     | Barbara Gorgoń          |
| 1959 | Villard-de-Lans        | Elly Lieber          | Maria Isser          | Agnes Neuerer           |
| 1960 | Garmisch-Partenkirchen | Maria Isser          | Hannelore Possmoser  | Erika Leitner           |
| 1961 | Girenbad               | Elisabeth Nagele     | Marianne Winkler     | Helene Thurner          |
| 1962 | Krynica                | Ilse Geisler         | Gerda Rieser-Cegnar  | Danuta Nycz             |
| 1963 | Imst                   | Ilse Geisler         | Helene Thurner       | Janina Susczewska       |
| 1965 | Davos                  | Ortrun Enderlein     | Petra Tierlich       | Ilse Geisler            |
| 1967 | Hammarstrand           | Ortrun Enderlein     | Petra Tierlich       | Helene Thurner          |
| 1969 | Königssee              | Petra Tierlich       | Anna-Maria Müller    | Christa Schmuck         |
| 1970 | Königssee              | Barbara Piecha       | Christa Schmuck      | Elisabeth Demleitner    |
| 1971 | Olang                  | Elisabeth Demleitner | Erica Lechner        | Barbara Piecha          |
| 1973 | Oberhof                | Margit Schumann      | Ute Rührold          | Eva-Maria Wernicke      |
| 1974 | Königssee              | Margit Schumann      | Elisabeth Demleitner | Ute Rührold             |
| 1975 | Hammarstrand           | Margit Schumann      | Ute Rührold          | Dana Spálenská          |
| 1977 | Igls                   | Margit Schumann      | Vera Sosoelja        | Margit Graf             |
| 1978 | Imst                   | Vera Sosoelja        | Andrea Fendt         | Angelika Schafferer     |
| 1979 | Königssee              | Melitta Sollmann     | Elisabeth Demleitner | Marie-Louise Rainer     |
| 1981 | Hammarstrand           | Melitta Sollmann     | Cerstin Schmidt      | Vera Sosoelja           |
| 1983 | Lake Placid            | Steffi Martin        | Melitta Sollmann     | Ute Weiss               |
| 1985 | Oberhof                | Steffi Martin        | Cerstin Schmidt      | Birgit Weise            |
| 1987 | Igls                   | Cerstin Schmidt      | Gabriele Kohlisch    | Ute Oberhoffner-Weiss   |
| 1989 | Winterberg             | Susi Erdmann         | Gerda Weissensteiner | Ute Oberhoffner-Weiss   |
| 1990 | Calgary                | Susi Erdmann         | Joelia Antipova      | Jana Bode               |
| 1991 | Winterberg             | Susi Erdmann         | Gabriele Kohlisch    | Jana Bode               |
| 1993 | Calgary                | Gerda Weissensteiner | Gabriele Kohlisch    | Doris Neuner            |
| 1995 | Lillehammer            | Gabriele Kohlisch    | Susi Erdmann         | Gerda Weissensteiner    |
| 1996 | Altenberg              | Jana Bode            | Susi Erdmann         | Gerda Weissensteiner    |
| 1997 | Igls                   | Susi Erdmann         | Jana Bode            | Angelika Neuner         |
| 1999 | Königssee              | Sonja Wiedemann      | Barbara Niedernhuber | Sylke Otto              |
| 2000 | St.Moritz              | Sylke Otto           | Barbara Niedernhuber | Sonja Wiedemann         |
| 2001 | Calgary                | Sylke Otto           | Silke Kraushaar      | Barbara Niedernhuber    |
| 2003 | Sigulda                | Sylke Otto           | Silke Kraushaar      | Barbara Niedernhuber    |
| 2004 | Nagano                 | Silke Kraushaar      | Barbara Niedernhuber | Sylke Otto              |
| 2005 | Park City              | Sylke Otto           | Barbara Niedernhuber | Anke Wischnewski        |
| 2007 | Igls                   | Tatjana Hüfner       | Anke Wischnewski     | Silke Kraushaar-Pielach |
| 2008 | Oberhof                | Tatjana Hüfner       | Natalie Geisenberger | Silke Kraushaar-Pielach |
| 2009 | Lake Placid            | Erin Hamlin          | Natalie Geisenberger | Natalja Jakoesjenko     |
| 2011 | Cesana Torinese        | Tatjana Hüfner       | Natalie Geisenberger | Alex Gough              |
| 2012 | Altenberg              | Tatjana Hüfner       | Tatjana Ivanova      | Natalie Geisenberger    |
| 2013 | Whistler               | Natalie Geisenberger | Tatjana Hüfner       | Alex Gough              |
| 2015 | Sigulda                | Natalie Geisenberger | Tatjana Ivanova      | Tatjana Hüfner          |
| 2016 | Königssee              | Natalie Geisenberger | Martina Kocher       | Tatjana Ivanova         |
| 2017 | Igls                   | Tatjana Hüfner       | Erin Hamlin          | Kimberley McRae         |
| 2019 | Winterberg             | Natalie Geisenberger | Julia Taubitz        | Emily Sweeney           |
| 2020 | Sotsji                 | Jekaterina Katnikova | Julia Taubitz        | Viktoria Demtsjenko     |
| 2021 | Königssee              | Julia Taubitz        | Natalie Geisenberger | Dajana Eitberger        |
| 2023 | Oberhof                | Anna Berreiter       | Julia Taubitz        | Dajana Eitberger        |
| 2024 | Altenberg              | Lisa Schulte         | Julia Taubitz        | Madeleine Egle          |
| 2025 | Whistler               | Julia Taubitz        | Merle Fräbel         | Emily Sweeney           |

## Vrouwen dubbel
De eerste wereldtitel in de vrouwen dubbel werd in het olympisch jaar 2022 georganiseerd waarbij het geen onderdeel was.
| Jaar | Plaats     | Goud                                    | Zilver                                  | Brons                                  |
| 2022 | Winterberg | Jessica Degenhardt + Cheyenne Rosenthal | Louisa Romanenko + Pauline Patz         | Chevonne Forgan + Sophia Kirkby        |
| 2023 | Oberhof    | Jessica Degenhardt + Cheyenne Rosenthal | Selina Egle + Lara Kipp                 | Andrea Vötter + Marion Oberhofer       |
| 2024 | Altenberg  | Selina Egle + Lara Kipp                 | Anda Upīte + Zane Kaluma                | Chevonne Forgan Sophia Kirkby          |
| 2025 | Whistler   | Selina Egle + Lara Kipp                 | Jessica Degenhardt + Cheyenne Rosenthal | Dajana Eitberger + Magdalena Matschina |

## Landenteam
Eerste keer in 1989 met zes deelnemers per team. Vanaf 1999 zijn er vier deelnemers per team. Vanaf 2008 wordt het onderdeel als een estafette georganiseerd.
| Jaar | Plaats          | Goud | Zilver | Brons |
| 1989 | Winterberg      | Hansjörg Raffl Gerhard Plankensteiner Gerda Weissensteiner Veronika Oberhuber Norbert Huber Italië                       | Jens Müller René Friedl Susi Erdmann Ute Oberhoffner Stefan Krauße Jan Behrendt Duitse Democratische Republiek | Sergej Danilin Joeri Chartsjenko Joelia Antipova Irina Koesakina Jevgeni Beloessov Aleksandr Beljakov Sovjet-Unie     |
| 1990 | Calgary         | Jens Müller Thomas Jacob Gabriele Kohlisch Susi Erdmann Jörg Hoffmann Jochen Pietzsch Duitse Democratische Republiek     | Arnold Huber Norbert Huber Nadia Prinoth Gerda Weissensteiner Hansjörg Raffl Italië                            | Sergej Danilin Andrej Rotsjilov Joelia Antipova Natalia Jakoesjenko Igor Lobanov Gennadi Beljakov Sovjet-Unie         |
| 1991 | Winterberg      | Georg Hackl Jens Müller Susi Erdmann Gabriele Kohlisch Stefan Krauße Jan Behrendt Duitsland                              | Robert Manzenreiter Markus Prock Doris Neuner Angelika Tagwerker Gerhard Gleirscher Markus Schmidt Oostenrijk  | Arnold Huber Gerhard Plankensteiner Natalie Obkircher Gerda Weissensteiner Hansjörg Raffl Norbert Huber Italië        |
| 1993 | Calgary         | Georg Hackl René Friedl Gabriele Kohlisch Susi Erdmann Stefan Krauße Jan Behrendt Duitsland                              | Robert Manzenreiter Markus Prock Angelika Neuner Doris Neuner Tobias Schiegl Markus Schiegl Oostenrijk         | Arnold Huber Gerhard Plankensteiner Natalie Obkircher Gerda Weissensteiner Hansjörg Raffl Norbert Huber Italië        |
| 1995 | Lillehammer     | Georg Hackl Jens Müller Gabriele Kohlisch Susi Erdmann Stefan Krauße Jan Behrendt Duitsland                              | Arnold Huber Armin Zöggeler Natalie Obkircher Gerda Weissensteiner Wilfried Huber Italië                       | Markus Kleinheinz Markus Prock Angelika Neuner Doris Neuner Tobias Schiegl Markus Schiegl Oostenrijk                  |
| 1996 | Altenberg       | Markus Prock Markus Schmidt Angelika Neuner Andrea Tagwerker Tobias Schiegl Markus Schiegl Oostenrijk                    | Georg Hackl Jens Müller Jana Bode Gabriele Kohlisch Stefan Krauße Jan Behrendt Duitsland                       | Wilfried Huber Armin Zöggeler Natalie Obkircher Gerda Weissensteiner Gerhard Plankensteiner Oswald Haselrieder Italië |
| 1997 | Igls            | Markus Prock Gerhard Gleirscher Andrea Tagwerker Angelika Neuner Tobias Schiegl Markus Schiegl Oostenrijk                | Georg Hackl Jens Müller Silke Kraushaar Sylke Otto Stefan Krauße Jan Behrendt Duitsland                        | Wilfried Huber Armin Zöggeler Natalie Obkircher Gerda Weissensteiner Gerhard Plankensteiner Oswald Haselrieder Italië |
| 1999 | Königssee       | Markus Prock Andrea Tagwerker Tobias Schiegl Markus Schiegl Oostenrijk                                                   | Robert Fegg Silke Kraushaar André Florschütz Torsten Wustlich Duitsland                                        | Georg Hackl Sylke Otto Patric Leitner Alexander Resch Duitsland                                                       |
| 2000 | St.Moritz       | Georg Hackl Silke Kraushaar Steffen Skel Steffen Wöller Duitsland                                                        | Jens Müller Sylke Otto Patric Leitner Alexander Resch Duitsland                                                | Markus Prock Angelika Neuner Tobias Schiegl Markus Schiegl Oostenrijk                                                 |
| 2001 | Calgary         | Georg Hackl Silke Kraushaar Patric Leitner Alexander Resch Duitsland                                                     | Karsten Albert Sylke Otto Steffen Skel Steffen Wöller Duitsland                                                | Tony Benshoof Becky Wilczak Mark Grimmette Brian Martin Verenigde Staten                                              |
| 2003 | Sigulda         | Georg Hackl Sylke Otto Patric Leitner Alexander Resch Duitsland                                                          | Mārtiņš Rubenis Anna Orlova Zigmars Berkolds Sandris Berzins Letland                                           | Reiner Margreiter Sonja Manzenreiter Andreas Linger Wolfgang Linger Oostenrijk                                        |
| 2004 | Nagano          | David Möller Barbara Niedernhuber Patric Leitner Alexander Resch Duitsland                                               | Tony Benshoof Ashley Hayden Mark Grimmette Brian Martin Verenigde Staten                                       | Armin Zöggeler Anastasia Oberstolz-Antonova Christian Oberstolz Patrick Gruber Italië                                 |
| 2005 | Park City       | Georg Hackl Sylke Otto André Florschütz Torsten Wustlich Duitsland                                                       | Tony Benshoof Ashley Hayden Mark Grimmette Brian Martin Verenigde Staten                                       | Armin Zöggeler Anastasia Oberstolz-Antonova Christian Oberstolz Patrick Gruber Italië                                 |
| 2007 | Igls            | David Möller Silke Kraushaar-Pielach Patric Leitner Alexander Resch Duitsland                                            | Armin Zöggeler Sandra Gasparini Christian Oberstolz Patrick Gruber Italië                                      | Daniel Pfister Nina Reithmeyer Peter Penz Georg Fischler Oostenrijk                                                   |
| 2008 | Oberhof         | Tatjana Hüfner Felix Loch André Florschütz Torsten Wustlich Duitsland                                                    | Nina Reithmeyer Martin Abentung Tobias Schiegl Markus Schiegl Oostenrijk                                       | Maija Tīruma Guntis Rēķis Juris Šics Andris Šics Letland                                                              |
| 2009 | Lake Placid     | Felix Loch Natalie Geisenberger André Florschütz Torsten Wustlich Duitsland                                              | Daniel Pfister Nina Reithmayer Peter Penz Georg Fischler Oostenrijk                                            | Guntis Rēķis Maija Tīruma Juris Šics Andris Šics Letland                                                              |
| 2011 | Cesana Torinese | Afgelast vanwege technische problemen                                                                                    | Afgelast vanwege technische problemen                                                                          | Afgelast vanwege technische problemen                                                                                 |
| 2012 | Altenberg       | Tatjana Hüfner Felix Loch Toni Eggert Sascha Benecken Duitsland                                                          | Tatjana Ivanova Albert Demtsjenko Vladislav Joezjakov Vladimir Machnoetin Rusland                              | Alex Gough Samuel Edney Tristan Walker Justin Snith Canada                                                            |
| 2013 | Whistler        | Natalie Geisenberger Felix Loch Tobias Wendl Tobias Arlt Duitsland                                                       | Alex Gough Samuel Edney Tristan Walker Justin Snith Canada                                                     | Elīza Tīruma Inārs Kivlenieks Andris Šics Juris Šics Letland                                                          |
| 2015 | Sigulda         | Natalie Geisenberger Felix Loch Tobias Wendl Tobias Arlt Duitsland                                                       | Tatjana Ivanova Semjon Pavlitsjenko Andrej Bogdanov Andrej Medvedev Rusland                                    | Alex Gough Samuel Edney Tristan Walker Justin Snith Canada                                                            |
| 2016 | Königssee       | Natalie Geisenberger Felix Loch Tobias Wendl Tobias Arlt Duitsland                                                       | Elīza Cauce Inārs Kivlenieks Andris Šics Juris Šics Letland                                                    | Alex Gough Mitchell Malyk Tristan Walker Justin Snith Canada                                                          |
| 2017 | Igls            | Tatjana Hüfner Johannes Ludwig Toni Eggert Sascha Benecken Duitsland                                                     | Erin Hamlin Tucker West Matthew Mortensen Jayson Terdiman Verenigde Staten                                     | Tatjana Ivanova Roman Repilov Aleksandr Denisjev Vladislav Antonov Rusland                                            |
| 2019 | Winterberg      | Tatjana Ivanova Semjon Pavlitsjenko Vladislav Joezjakov Joeri Prochorov Rusland                                          | Hannah Prock Reinhard Egger Thomas Steu Lorenz Koller Oostenrijk                                               | Natalie Geisenberger Felix Loch Toni Eggert Sascha Benecken Duitsland                                                 |
| 2020 | Sotsji          | Duitsland Julia Taubitz Johannes Ludwig Toni Eggert + Sascha Benecken                                                    | Letland Kendija Aparjode Kristers Aparjods Andris Šics + Juris Šics                                            | Verenigde Staten Summer Britcher Tucker West Chris Mazdzer + Jayson Terdiman                                          |
| 2021 | Königssee       | Oostenrijk Madeleine Egle David Gleirscher Thomas Steu + Lorenz Koller                                                   | Duitsland Julia Taubitz Felix Loch Toni Eggert + Sascha Benecken                                               | Letland Kendija Aparjode Artūrs Dārznieks Andris Šics + Juris Šics                                                    |
| 2023 | Oberhof         | Duitsland Anna Berreiter Max Langenhan Toni Eggert + Sascha Benecken                                                     | Oostenrijk Madeleine Egle Jonas Müller Yannick Müller + Armin Frauscher                                        | Letland Kendija Aparjode Kristers Aparjods Mārtiņš Bots + Roberts Plūme                                               |
| 2024 | Altenberg       | Duitsland Julia Taubitz Dajana Eitberger + Saskia Schirmer Max Langenhan Tobias Wendl + Tobias Arlt                      | Verenigde Staten Summer Britcher Chevonne Forgan + Sophia Kirkby Tucker West Dana Kellogg + Frank Ike          | Letland Elīna Ieva Vītola Anda Upīte + Zane Kaluma Kristers Aparjods Mārtiņš Bots + Roberts Plūme                     |
| 2025 | Whistler        | Duitsland Julia Taubitz Jessica Degenhardt + Cheyenne Rosenthal Max Langenhan Hannes Orlamünder + Paul GubitzPaul Gubitz | Oostenrijk Madeleine Egle Selina Egle + Lara Kipp Nico Gleirscher Thomas Steu + Wolfgang Kindl                 | Canada Embyr-Lee Susko Beattie Podulsky + Kailey Allan Theo Downey Devin Wardrope + Cole Anthony Zajanski             |

## Gemengdteam
De twee onderdelen werden in het seizoen 2024/25 voor het eerst georganiseerd.

### Individueel
| Jaar | Plaats   | Goud                                  | Zilver                                                 | Brons                                      |
| 2025 | Whistler | Duitsland Julia Taubitz Max Langenhan | Verenigde Staten Emily Sweeney Jonathan Eric Gustafson | Oostenrijk Madeleine Egle David Gleirscher |

### Dubbel
| Jaar | Plaats   | Goud                                                            | Zilver                                                                           | Brons                                                                        |
| 2025 | Whistler | Oostenrijk Selina Egle + Lara Kipp Thomas Steu + Wolfgang Kindl | Duitsland Dajana Eitberger + Magdalena Matschina Hannes Orlamünder + Paul Gubitz | Duitsland Jessica Degenhardt + Cheyenne Rosenthal Tobias Wendl + Tobias Arlt |

## Sprint
De onderdelen sprint werden tussen 2015/16 tot en met 2023/24 georganiseerd.

### Mannen individueel
| Jaar | Plaats     | Goud             | Zilver              | Brons               |
| 2016 | Königssee  | Felix Loch       | Andi Langenhan      | Ralf Palik          |
| 2017 | Igls       | Wolfgang Kindl   | Roman Repilov       | Dominik Fischnaller |
| 2019 | Winterberg | Jonas Müller     | Felix Loch          | Semjon Pavlitsjenko |
| 2020 | Sotsji     | Roman Repilov    | David Gleirscher    | Dominik Fischnaller |
| 2021 | Königssee  | Nico Gleirscher  | Semjon Pavlitsjenko | David Gleirscher    |
| 2023 | Oberhof    | Felix Loch       | Jonas Müller        | Max Langenhan       |
| 2024 | Altenberg  | David Gleirscher | Max Langenhan       | Kristers Aparjods   |

### Mannen dubbel
| Jaar | Plaats     | Goud                                   | Zilver                               | Brons                                     |
| 2016 | Königssee  | Tobias Wendl Tobias Arlt Duitsland     | Georg Fischler Peter Penz Oostenrijk | Christian Oberstolz Patrick Gruber Italië |
| 2017 | Igls       | Tobias Wendl Tobias Arlt Duitsland     | Peter Penz Georg Fischler Oostenrijk | Toni Eggert Sascha Benecken Duitsland     |
| 2019 | Winterberg | Toni Eggert Sascha Benecken Duitsland  | Tobias Wendl Tobias Arlt Duitsland   | Thomas Steu Lorenz Koller Oostenrijk      |
| 2020 | Sotsji     | Alexander Denisjev + Vladislav Antonov | Emanuel Rieder + Simon Kainzwaldner  | Tobias Wendl + Tobias Arlt                |
| 2021 | Königssee  | Tobias Wendl + Tobias Arlt             | Andris Šics + Juris Šics             | Toni Eggert + Sascha Benecken             |
| 2023 | Oberhof    | Toni Eggert + Sascha Benecken          | Tobias Wendl + Tobias Arlt           | Yannick Müller + Armin Frauscher          |
| 2024 | Altenberg  | Mārtiņš Bots + Roberts Plūme           | Thomas Steu + Wolfgang Kindl         | Juri + Riccardo Schöpf                    |

### Vrouwen individueel
| Jaar | Plaats     | Goud                 | Zilver               | Brons             |
| 2016 | Königssee  | Martina Kocher       | Natalie Geisenberger | Dajana Eitberger  |
| 2017 | Igls       | Erin Hamlin          | Martina Kocher       | Tatjana Hüfner    |
| 2019 | Winterberg | Natalie Geisenberger | Julia Taubitz        | Dajana Eitberger  |
| 2020 | Sotsji     | Jekaterina Katnikova | Tatjana Ivanova      | Elīza Cauce       |
| 2021 | Königssee  | Julia Taubitz        | Anna Berreiter       | Dajana Eitberger  |
| 2023 | Oberhof    | Dajana Eitberger     | Julia Taubitz        | Anna Berreiter    |
| 2024 | Altenberg  | Julia Taubitz        | Natalie Maag         | Elīna Ieva Vītola |

### Vrouwen dubbel
| Jaar | Plaats    | Goud                                    | Zilver                   | Brons                               |
| 2023 | Oberhof   | Jessica Degenhardt + Cheyenne Rosenthal | Selina Egle + Lara Kipp  | Andrea Vötter + Marion Oberhofer    |
| 2024 | Altenberg | Andrea Vötter + Marion Oberhofer        | Anda Upīte + Zane Kaluma | Marta Robežniece + Kitija Bogdanova |

1955 ·
1957 ·
1958 ·
1959 ·
1960 ·
1961 ·
1962 ·
1963 ·
1965 ·
1967 ·
1969 ·
1970 ·
1971 ·
1973 ·
1974 ·
1975 ·
1977 ·
1978 ·
1979 ·
1981 ·
1983 ·
1985 ·
1987 ·
1989 ·
1990 ·
1991 ·
1993 ·
1995 ·
1996 ·
1997 ·
1999 ·
2000 ·
2001 ·
2003 ·
2004 ·
2005 ·
2007 ·
2008 ·
2009 ·
2011 ·
2012 ·
2013 ·
2015 ·
2016 ·
2017 ·
2019 ·
2020 ·
2021 ·
2023 ·
2024 ·
2025 
Lijst van wereldkampioenen rodelen